# Giovanni Antonio Dosio

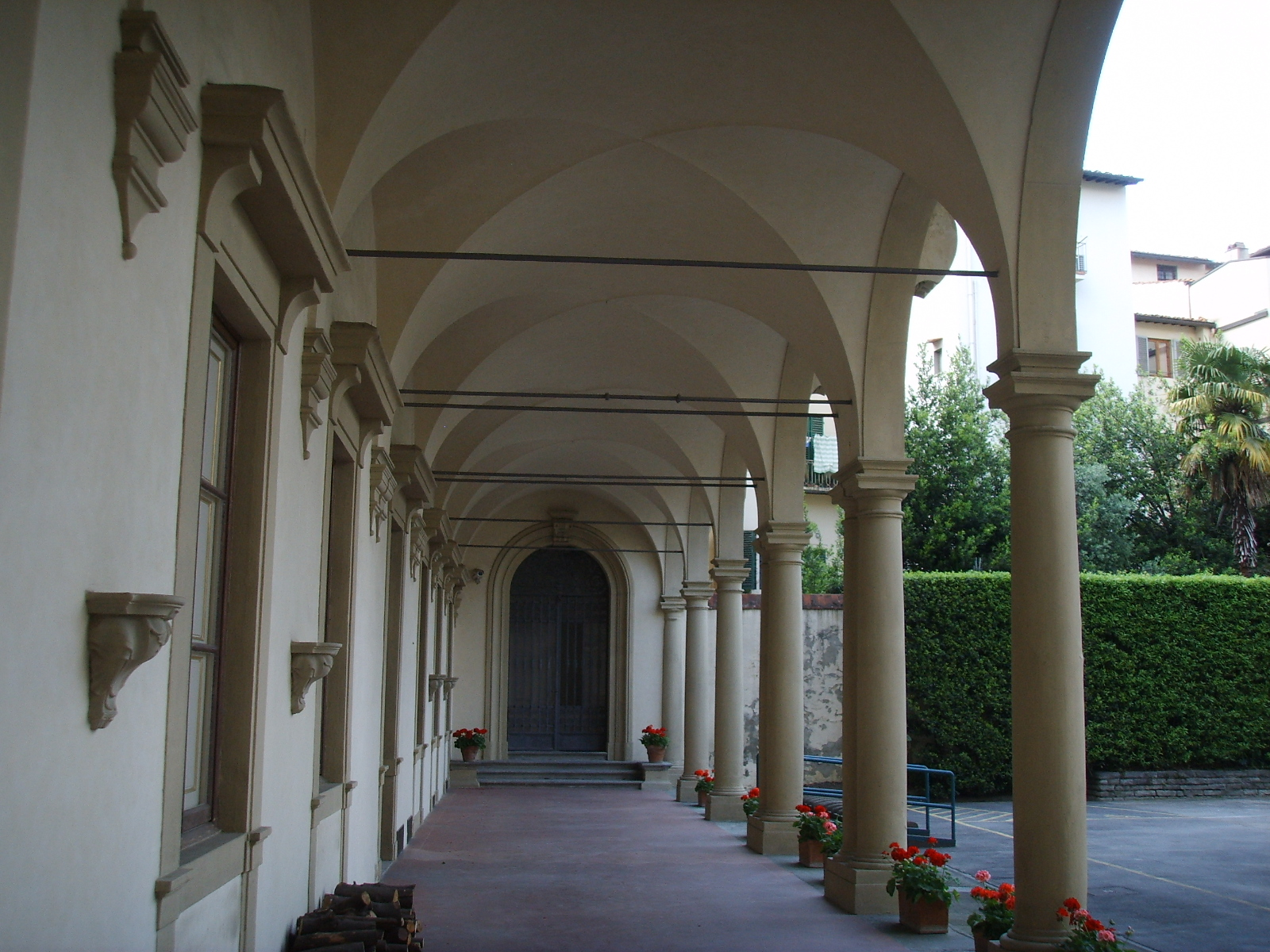
Loggiato verso il giardino di palazzo Niccolini, Firenze

Giovanni Antonio Dosio (San Gimignano, 1533 – Caserta, 1611) è stato un architetto e scultore italiano.

## Biografia
Nato a San Gimignano nel 1533 circa. Giovan Antonio Dosio si formò a Roma, dove giunse all'età di quindici anni e dove visse, spesso stentatamente, e lavorò dal 1548 al 1573, dedicando molto tempo al disegno di antichità. Il suo maestro fu Raffaello da Montelupo almeno fino al 1551. In seguito lavorò autonomamente, tra le mille difficoltà della povertà, facendo il disegnatore di piante e vedute (poi incise da Sebastiano Del Re), lo stuccatore e il restauratore di frammenti archeologici ed entrando in contatto con i circoli umanistici della città e con importanti famiglie di origine fiorentina come i Gaddi. La sua prima commissione romana importante è stata la tomba all'amico umanista Annibale Caro realizzata nel 1567, adorna di un busto del poeta. Nello stesso periodo lavorò come scultore e architetto ad Amelia, Poli, Anagni oltre che a Roma dove realizzò diverse sepolture monumentali.
In seguito si stabilì a Firenze (1574-89) dove forse collaborò con Bartolomeo Ammannati. I suoi anni a Firenze sono meglio conosciuti e ricchi di committenze prestigiose. Collaborò attivamente alle attività dell'Accademia delle arti del disegno e lavorò ad un irrealizzato trattato di architettura di ispirazione fortemente classicista. partecipò anche al concorso per la facciata del Duomo. 
A Firenze fu suo allievo Giovanni Battista Caccini.
Nel frattempo alcune commissioni lo portarono a Napoli, dove si stabilì nel 1589 e dove creò alcuni dei suoi capolavori: la ristrutturazione della Certosa di San Martino e della Chiesa dei Girolamini, una delle maggiori della città. L'ultima parte della sua attività artistica, come è stato di recente appurato, si è svolta a Caserta, con un'interessante collaborazione con i committenti Acquaviva d'Aragona. 
Il Dosio morì a Caserta il 10 febbraio 1611.

## I disegni

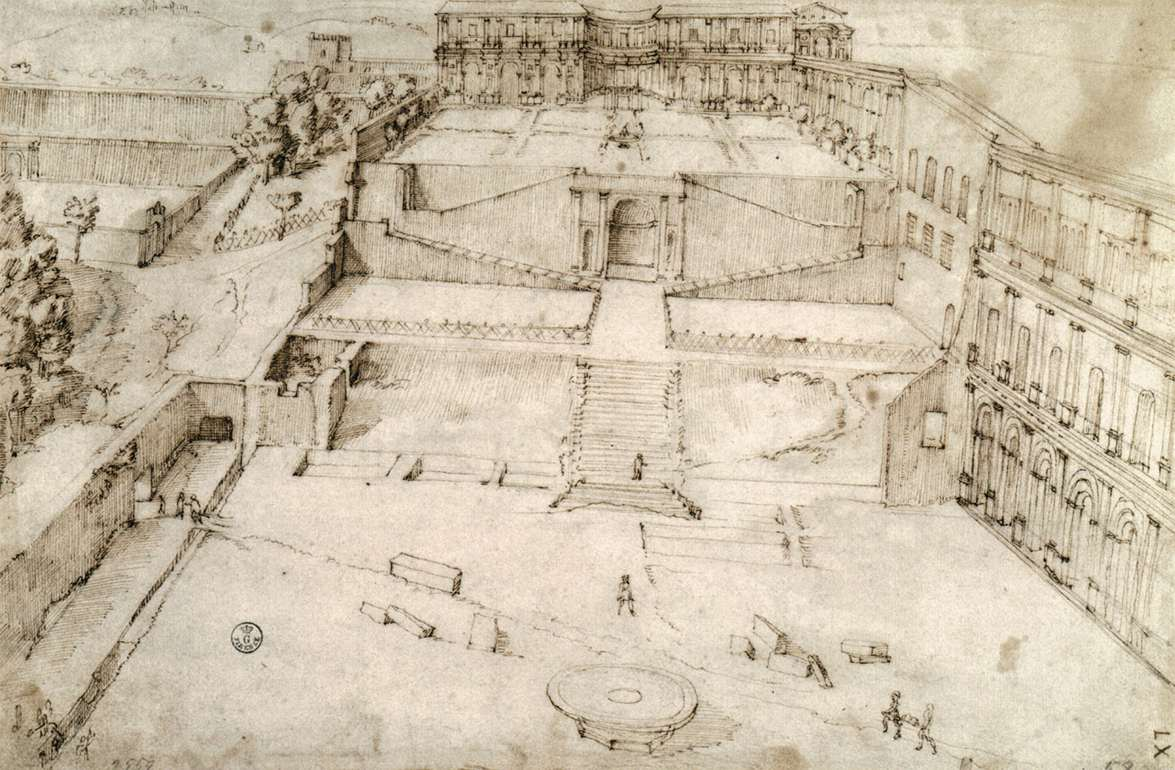
Il cortile del Belvedere in costruzione

Lasciò un grande corpus di stampe e disegni che hanno una grande importanza storica nel ricostruire edifici classici o vicende costruttive dell'architettura rinascimentale. Dosio fu disegnatore preciso che si pone di fronte alle architetture del passato con la massima oggettività e spirito scientifico e storicista, per rintracciare il lessico originario da cui l'architettura possa trarre vita. Molte di queste opere grafiche, oggi si trovano al Gabinetto Disegni e Stampe degli Uffizi e alla biblioteca Estense di Modena.
Egli è l'autore di Aedificiorum illustrium quae supersunt reliquiae  (1569) che illustra antichità romane.

## Opere
L'opera di Dosio è stata definista "eclettica", per l'ispirazione delle sue opere che varia da Brunelleschi a Michelangelo, "classicista" per la costante attenzione agli elementi costitutivi del linguaggio architettonico", "purista", per la semplicità disadorna di alcune opere; comunque costituisce uno dei punti conclusivi della scuola architettonica toscana rinascimentale.

### Periodo romano
- Monumento funebre di Annibale Caro (1567) a San Lorenzo in Damaso
- Cenotafio della famiglia Niccolini a San Gregorio al Celio
- Cappella Altoviti a Trinità dei Monti
- Ornamenti interni della Chiesa Nuova
- Cappella Altoviti nella Basilica della Santa Casa a Loreto (1560)

### A Firenze e dintorni

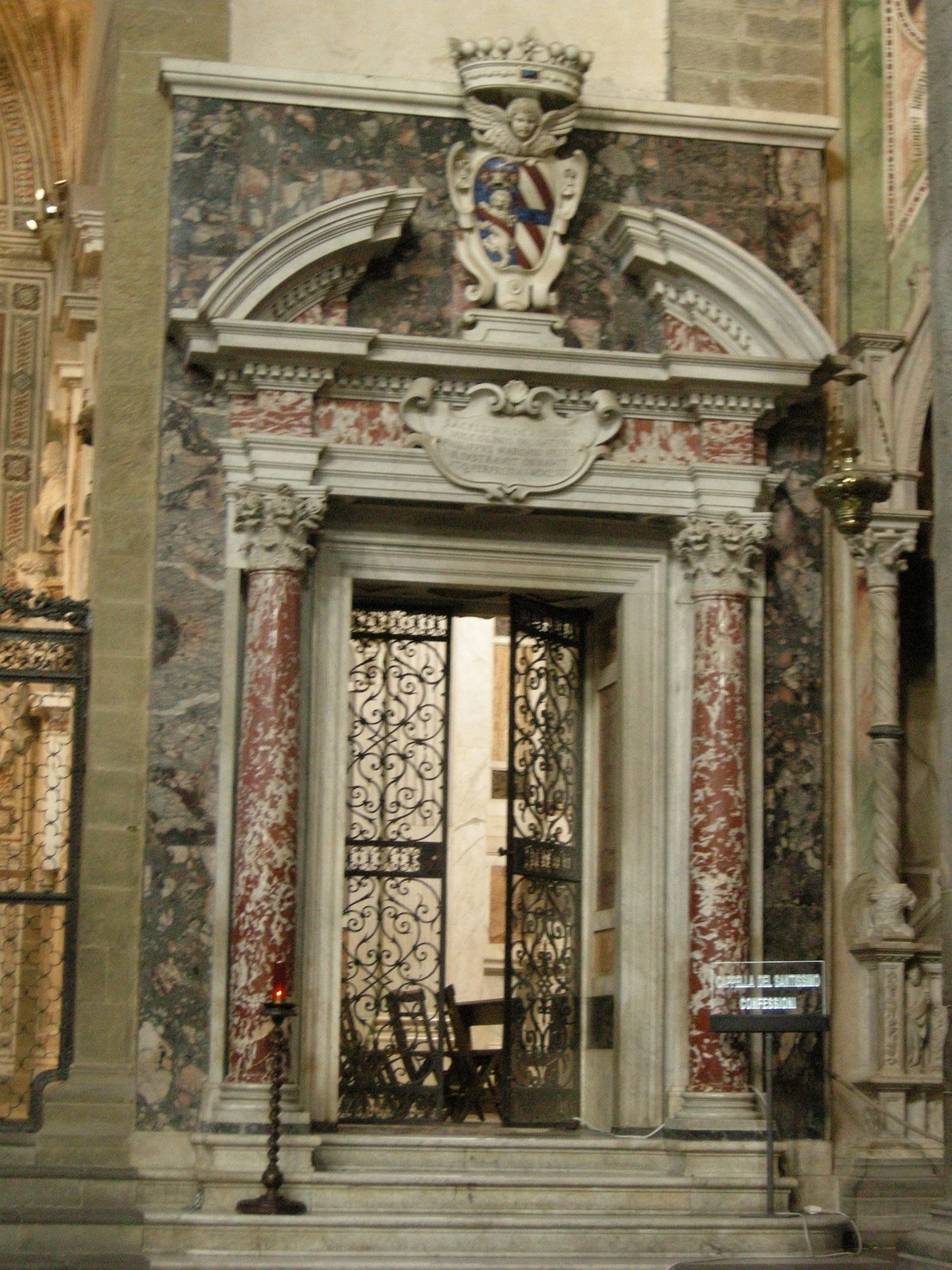
L'accesso alla Cappella Niccolini

- Lavori alla Villa medicea dell'Ambrogiana a Montelupo Fiorentino (1574). Si tratta dei primi lavori di sistemazione dell'edificio acquistato da Ferdinando dei Medici. Nei lavori di definitiva trasformazione eseguiti tra il 1587 ed il 1590 il Dosio non compare.[12]
- Tomba dell'Arcivescovo Antonio Altoviti nella chiesa dei Santi Apostoli nella quale rinnovò la parte absidale (1573-1583)
- Ricostruzione del Palazzo Arcivescovile (1573-1584) danneggiato da un incendio. L'edificio fu profondamente modificato in seguito e la facciata di Dosio completamente demolita e ricostruita più indietro.
- Rifacimento della Cappella Gaddi in Santa Maria Novella (1575-1578)[13]
- Ammodernamento di Palazzo Niccolini, con realizzazione di un loggiato a doppio ordine, verso il giardino (dal 1576)
- Ristrutturazione dell'Oratorio di Gesù Pellegrino (1585-1588)
- La Villa Caruso di Bellosguardo a Lastra a Signa (1585-1595)
- Palazzo Larderel (1580-1986), costruito per la famiglia Giacomini, con un elegante, semplice e composto prospetto, con richiami quattrocenteschi, è considerato una delle opere più riuscite di Dosio[14]
- Cappella Niccolini in Santa Croce

### A Napoli e dintorni

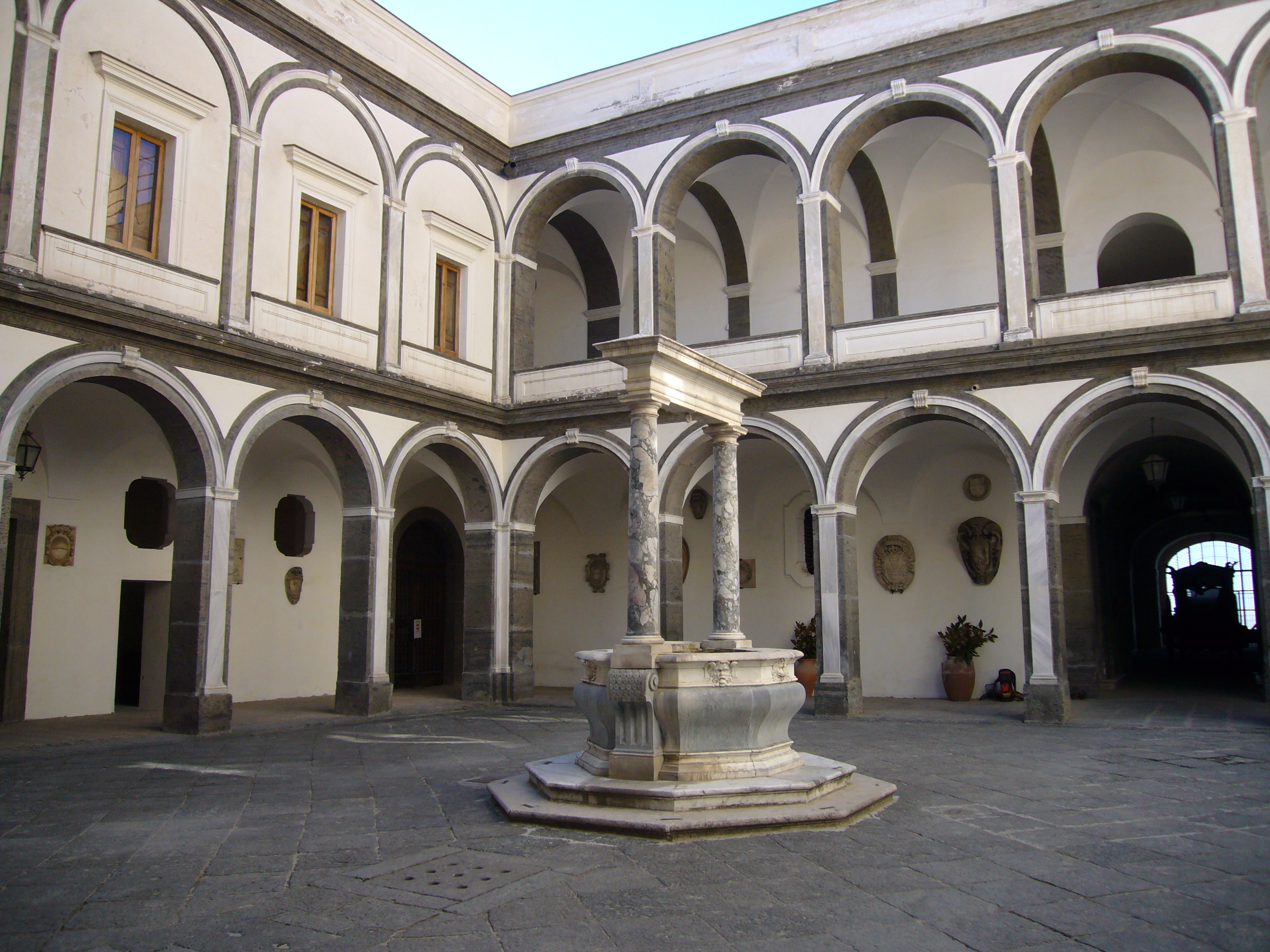
Chiostro dei Procuratori nel complesso della certosa di san Martino

- Cortile grande della Certosa di San Martino (dal 1591)
- Chiesa e chiostro dei Girolamini (dal 1592 al 1602). Al progetto di Dosio sembra si debba ricondurre, pur con qualche incertezza di attribuzione, tutto l'impianto interno, ispirato alla basilica di Santo Spirito[15]. La cupola e la facciata sono più tarde.
- Cappella Brancaccio nella Cattedrale
- Palazzo del Boschetto a Caserta[16]

## Altre immagini

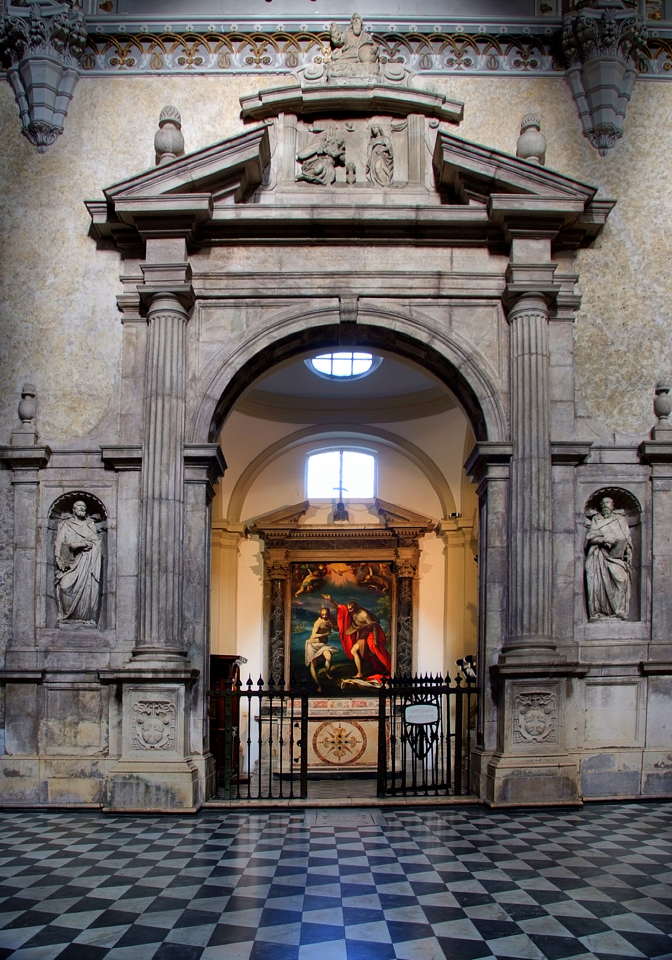
Duomo di Napoli cappella Brancaccio
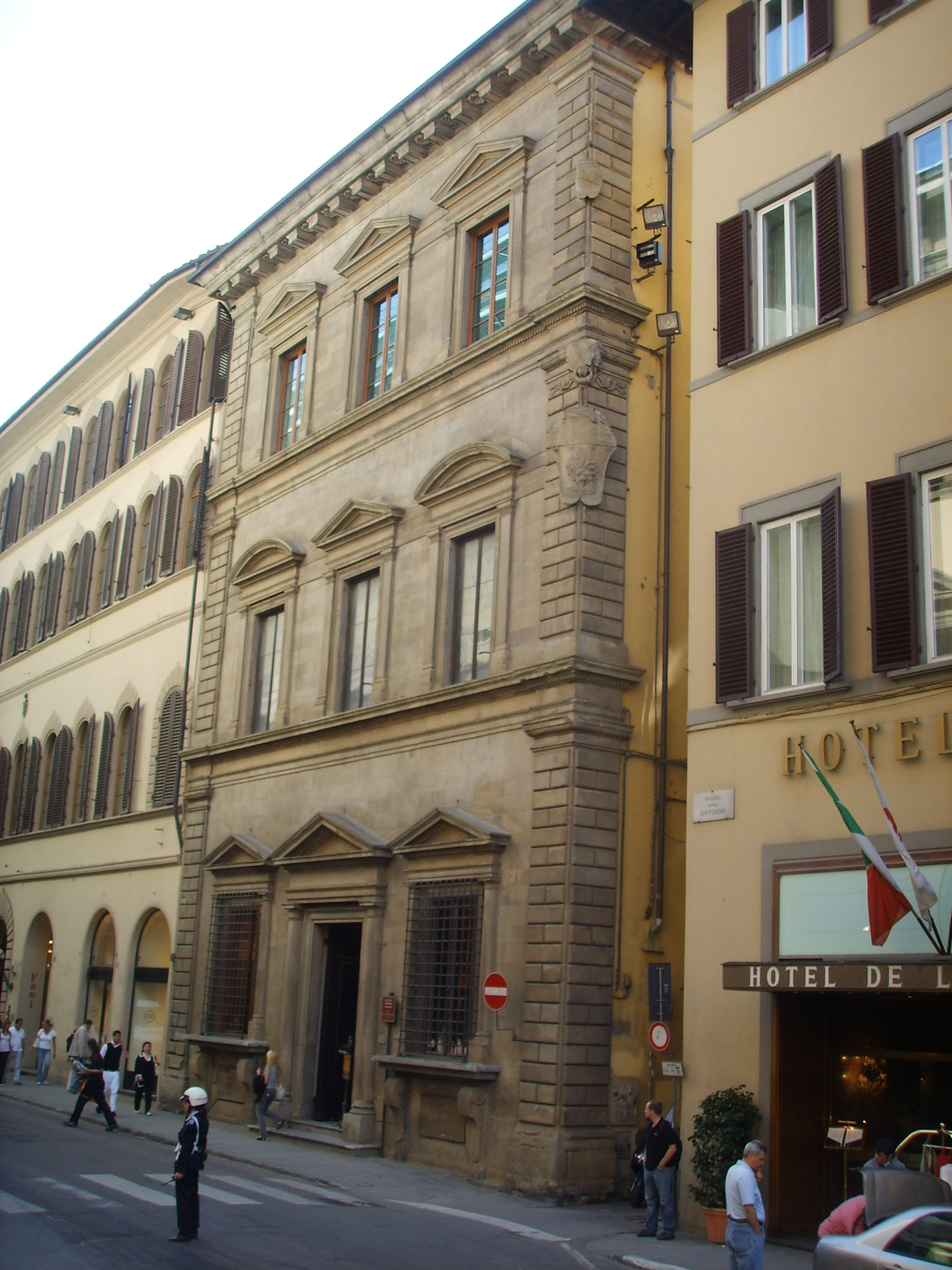
Facciata di palazzo Larderel